# Henriksenia
Henriksenia är ett släkte av spindlar. Henriksenia ingår i familjen krabbspindlar.
Kladogram enligt Catalogue of Life:
| Henriksenia | \| \| Henriksenia hilaris \| \| \| \| \| \| Henriksenia thienemanni \| \| \| \| |
|             | \| \| Henriksenia hilaris \| \| \| \| \| \| Henriksenia thienemanni \| \| \| \| |
|             | Henriksenia hilaris                                                             |
|             |                                                                                 |
|             | Henriksenia thienemanni                                                         |
|             |                                                                                 |